# Aldrovani
Aldrovani Menon dit Aldrovani est un footballeur brésilien né le 30 juillet 1972. Il était attaquant.